# FA Community Shield 2021
Il FA Community Shield 2021 si è disputato il 7 agosto 2021 al Wembley Stadium di Londra.
A sfidarsi sono stati il Manchester City, campione d'Inghilterra in carica e il Leicester City, detentore dell'ultima FA Cup.
Il trofeo è stato vinto dal Leicester City, al secondo successo nella competizione.

## Partecipanti
| Squadre         | Qualificazione                           | Partecipazioni precedenti (il grassetto indica la vittoria)                 |
| --------------- | ---------------------------------------- | --------------------------------------------------------------------------- |
| Manchester City | Vincitore della Premier League 2020-2021 | 12 (1934, 1937, 1956, 1968, 1969, 1972, 1973, 2011, 2012, 2014, 2018, 2019) |
| Leicester City  | Vincitore della FA Cup 2020-2021         | 2 (1971, 2016)                                                              |

## Tabellino
| Arbitro: | Paul Tierney (Lancashire) |

|                      |           |  |
| Ịheanachọ 89’ (rig.) | Marcatori |  |

| Leicester City | Manchester City |

| P               | 1  | Kasper Schmeichel     |     |     |
| D               | 21 | Ricardo Pereira       |     |     |
| D               | 18 | Daniel Amartey        |     |     |
| D               | 4  | Çağlar Söyüncü        |     |     |
| D               | 5  | Ryan Bertrand         | 50’ | 78’ |
| C               | 8  | Youri Tielemans       |     | 72’ |
| C               | 25 | Wilfred Ndidi         |     |     |
| C               | 17 | Ayoze Pérez           |     | 71’ |
| C               | 10 | James Maddison        |     | 71’ |
| C               | 7  | Harvey Barnes         |     | 79’ |
| A               | 9  | Jamie Vardy           |     | 71’ |
| A disposizione: |    |                       |     |     |
| P               | 12 | Danny Ward            |     |     |
| D               | 16 | Filip Benković        |     |     |
| D               | 33 | Luke Thomas           |     | 78’ |
| C               | 11 | Marc Albrighton       |     | 71’ |
| C               | 20 | Hamza Choudhury       |     |     |
| C               | 22 | Kiernan Dewsbury-Hall |     | 71’ |
| C               | 42 | Boubakary Soumaré     |     | 72’ |
| A               | 14 | Kelechi Ịheanachọ     |     | 79’ |
| A               | 29 | Patson Daka           |     | 71’ |
| Allenatore:     |    |                       |     |     |
| Brendan Rodgers |    |                       |     |     |

| P               | 13 | Zack Steffen     |     |     |
| D               | 27 | João Cancelo     |     |     |
| D               | 3  | Rúben Dias       | 87’ |     |
| D               | 6  | Nathan Aké       |     |     |
| D               | 22 | Benjamin Mendy   |     |     |
| C               | 80 | Cole Palmer      |     | 74’ |
| C               | 25 | Fernandinho      | 88’ |     |
| C               | 8  | İlkay Gündoğan   |     | 65’ |
| A               | 26 | Riyad Mahrez     |     |     |
| A               | 21 | Ferrán Torres    |     | 74’ |
| A               | 53 | Samuel Edozie    |     | 65’ |
| A disposizione: |    |                  |     |     |
| P               | 33 | Scott Carson     |     |     |
| D               | 34 | Philippe Sandler |     |     |
| D               | 39 | Yan Couto        |     |     |
| C               | 10 | Jack Grealish    |     | 65’ |
| C               | 16 | Rodri            |     | 65’ |
| C               | 20 | Bernardo Silva   |     | 74’ |
| C               | 69 | Tommy Doyle      |     |     |
| C               | 81 | Claudio Gomes    |     |     |
| C               | 96 | Ben Knight       |     | 74’ |
| Allenatore:     |    |                  |     |     |
| Josep Guardiola |    |                  |     |     |